# Sympycnus pollinosus
Sympycnus pollinosus är en tvåvingeart som beskrevs av Van Duzee 1930. Sympycnus pollinosus ingår i släktet Sympycnus och familjen styltflugor.
Artens utbredningsområde är Peru. Inga underarter finns listade i Catalogue of Life.